# Prader Willi sindrom
Prader Willi sindrom (skraćeno PWS) je naziv za rijedak genetički poremećaj kojeg karakterizira nedostatak ili neekspresija sedam (ili neke kombinacije od tih sedam) gena na 15. kromosomu (q11-13) nasljeđenom od oca. 
Nazvan je po švicarskim znanstvenicima koji su ga prvi opisali 1956.g. Andrea Prader (1919-2001), Heinrich Willi (1900-1971), Alexis Labhart (1916), Andrew Ziegler i Guido Fanconi. 
PWS, zajedno s Angelmanovim sindromom ima posebnu važnost kao prvi dokaz genetičkog imprintinga, odstupanja od klasičnih Mendelovih zakona nasljeđivanja. Kod jedne regije 15. kromosoma ovisno od osobe su izraženi ili majčini ili očevi geni dok su drugi stišani (engl. silenced). Tako kod osoba koje imaju izražene majčine gene te regije, ako dođe do oštečenje razvija se Angelmanov sindrom, dok ako osoba ima izražene očeve gene, pa dođe do oštečenja, razvija se PWS.   
PWS se javlja otprilike od 1 u 10 000 do 1 u 25 000 novorođene djece. Pretpostavlja se da na svijetu živi oko 400 000 oboljelih osoba. Dijagnoza se postavlja genetički testovima, koje se preporuča za svu novorođenčad koja su proglađena hipotonična. Bolest tradicionalno karakterizira uz hipotoniju, niski rast, hiperfagija, debljina, male ruke i stopala, hipogonadizam, blaga mentalna retardacije, a određeni se nekarakteristični znakovi mogu javiti unutar maternice (smanjeno gibanje fetusa, česti abnormalni položaji, povremeni polihidroamnion). Uz klasične simptome koji mogu značajno varirati, postoje i brojni drugi. Za medikamentno liječenje se koriste dnevne doze hormona rasta, uz govornu i radnu terapiju, te fizikalnu terapiju kako bi se poboljšano mišićni tonus. Jedan od većih problema je morbidna debljina zbog stalnog osjećaja gladi. 
|  | Molimo pročitajte upozorenje o korištenju medicinskih informacija. Ne provodite liječenje bez savjetovanja s liječnikom! |